# Tofani Glacier
Tofani Glacier är en glaciär i Antarktis. Den ligger i Västantarktis. Argentina, Chile och Storbritannien gör anspråk på området. Tofani Glacier ligger 945 meter över havet.
Terrängen runt Tofani Glacier är huvudsakligen kuperad, men söderut är den bergig. Terrängen runt Tofani Glacier sluttar österut. Trakten är obefolkad. Det finns inga samhällen i närheten.